# Пиллар, Егор Максимович
Егор Максимович Пиллар (Пилар фон Пильхау) (нем. Georg Ludwig Pilar von Pilchau; 1767—1830), российский командир эпохи наполеоновских войн, генерал-майор Русской императорской армии.

## Биография
Егор Пиллар родился 19 марта 1767 года в имении Кирна Ервенского дистрикта Ревельской губернии в дворянской семье.
В тринадцать лет был записан в Бомбардирский полк в чине подпрапорщика, а 13 марта 1785 года стал в подпоручиком после чего был направлен в Нарвский пехотный полк.
18 марта 1788 года перешёл в Выборгский пехотный полк которым принимал участие в Русско-шведской войне1788—1790 гг., в войнах второй и третьей антинаполеоновских коалиций. 27 марта 1803 года был назначен командиром Выборгского мушкетерского полка.

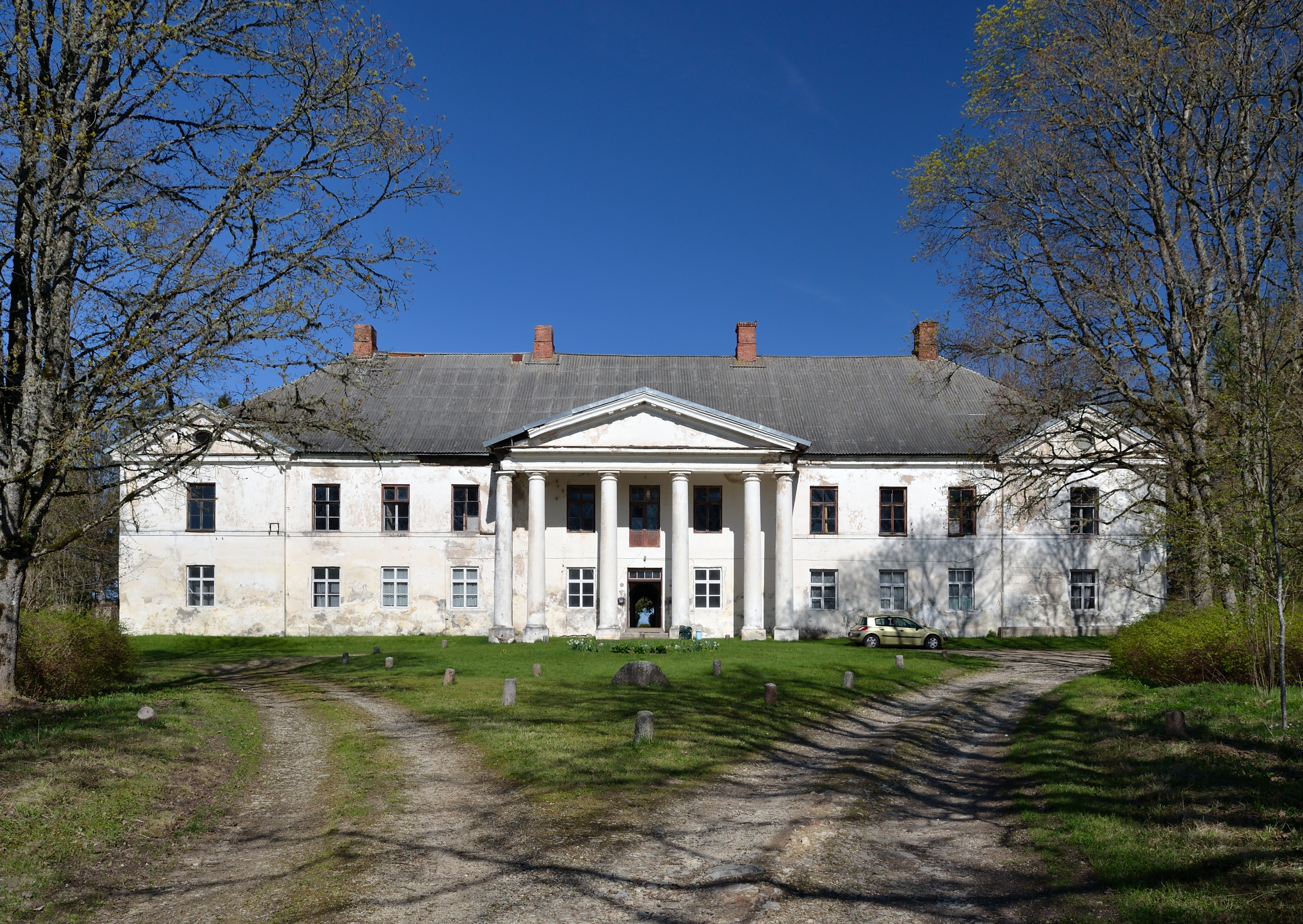
Имение Кирна, в котором родился и скончался Е. М. Пиллар

Затем сражался в войне четвёртой коалиции, 23 апреля 1806 года произведён в полковники, а 28 марта 1807 года награждён орденом Святого Георгия 4-го класса № 728
Находясь с полком при корпусе прусских войск под начальством генерал-лейтенанта Лестока, в продолжении марша от Гусинена к Прейсиш-Эйлау, с отличным мужеством и храбростью отражал и опрокидывал преследовавшего неприятеля. По прибытии к деревне Кушитен была составлена из Выборгского полка с одним прусским колонна, которая, ударив в штыки на неприятеля, выгнала его из деревни и отбила три пушки, а потом атаковала его и за деревней и обратила в бегство. При всех сих действиях, находясь пред храбрым своим полком, ознаменовал себя отличным мужеством и присутствием духа, вдаваясь в опаснейшие места и подавая собою наилучший пример.
21 января 1809 года Пиллар занял должность шефа Виленского мушкетерского полка, с которым участвовал в сражениях русско-турецкой войны 1806 — 1812 годов под Шумлой, Базарджиком и Рущуком.
С 1810 года исполнял обязанности командира егерской бригады 4-й пехотной дивизии.
После вторжения наполеоновской армии в Россию принял активное участие в Отечественной войне 1812 года, сражался в ряде ключевых битв этой войны и 21 ноября 1812 года был произведён в генерал-майоры.
После изгнания неприятеля из России, принял участие в заграничном походе русской армии и 29 октября 1813 года удостоен ордена Святого Георгия 3-го класса № 337
В воздаяние отличных подвигов мужества, храбрости и распорядительности, оказанных в сражении против французских войск 9 мая под Бауценом.
8 ноября 1817 года отправлен в почётную отставку.
Егор Максимович Пиллар умер 8 ноября 1830 года.